# Конституция Кубы
Со времени обретения независимости от Испании Куба имела пять конституций. Нынешняя конституция была принята в 2019 году.

## Конституция 1901 года
Конституция 1901 года была первой конституцией Кубы как независимого государства. Она содержала так называемую поправку Платта, позволявшую Соединённым Штатам вмешиваться в дела Кубы, чтобы защитить её независимость.

## Конституция 1934 года
Вторая Кубинская конституция начала действовать в 1934 году. Этот документ предназначался для временного использования.

## Конституция 1940 года
В 1940 году, во время фактического правления Федерико Ларедо Бру, принята новая конституция. Она обеспечивала земельную реформу, государственное образование, минимальный размер оплаты труда и другие прогрессивные идеи. Некоторые из этих положений не были реализованы на практике. После государственного переворота, совершённого Фульхенсио Батистой в 1952 году, действие некоторых частей Конституции приостановлено.
До победы Кубинской революции Фидель Кастро и другие революционеры, через различные документы, такие как «История меня оправдает» (1952), «Manifiesto de la Sierra», и др., заявляли, что их основной целью было восстановление Конституции 1940 года, однако это обещание выполнено не было.
Последний подписавший Конституцию 1940 года, Эмилио Очоа, умер в Майами 27 июня 2007 года.

## Конституция 1976 года
После 16 лет внеконституционного правления (1959—1975), с целью укрепления своих позиций, революционное правительство Кубы стремилось узаконить революцию. Социалистическая конституция 1976 года была принята путём референдума 15 февраля, на котором была одобрена 97,7 % голосов. Документ вошёл в силу 24 февраля 1976 года.

### Исходные положения
Данная конституция провозглашала централизованное управление рынком и обязывала государство обеспечить гражданам доступ к бесплатному образованию и здравоохранению. По конституции государство регулировало деятельность религиозных организаций на острове, частная собственность медиакомпаний попала под запрет.

### Последующие поправки
В поздних 1980-х, после распада Восточного блока, законы Кубы были изменены, чтобы соответствовать новым условиям Особого Периода. Поправки, внесённые в Конституцию в 1992 году, предоставляли заграничным корпорациям ограниченные права на владение имуществом на острове при условии их участия в совместных предприятиях с правительством. Также поправки обеспечивали отсутствие дискриминации на религиозной почве (например, верующим было разрешено вступать в Коммунистическую партию Кубы).
В 2002 году Кубинская конституция была снова изменена: уточнялось, что социалистический строй Кубы являлся неизменным и безвозвратным.

## Конституция 2019 года
18 июля 2018 года печатный орган ЦК Коммунистической партии Кубы, газета «Гранма», опубликовала статью, в которой говорилось о конституционной реформе острова.
2 июня 2018 года Национальным собранием была создана Комиссия по разработке конституционной реформы. В состав Комиссии вошли 33 депутата из различных секторов кубинского общества.
4 июля 2018 года на 7-м пленарном заседании Центрального комитета Коммунистической партии Кубы был представлен первый проект новой конституции.
Новая конституция подтверждает ведущую роль Коммунистической партии Кубы как авангарда общества и государства. В конституции учреждается должность президента и премьер-министра. Президент избирается Национальной ассамблеей на срок до пяти лет, не более чем на два срока подряд.
Важным новшеством в управленческой структуре является расширение полномочий регионов. Теперь муниципалитеты сами обозначают вопросы, которые требуют решения, и их урегулирование предполагается на местах, без обращения к центральной власти.
10 апреля 2019 года новый основной закон Кубы вступил в силу. За его утверждение проголосовало 6,81 млн кубинцев.